# Ildefonso Falcones de Sierra
Ildefonso Falcones de Sierra   (Barcelona, 1959) és un advocat i escriptor català, conegut per ser autor de l'èxit de vendes del 2006 L'església del mar (La catedral del mar, en castellà). La seva primera obra es va convertir en la novel·la més llegida del 2007.
El 10 de juny de 2009 va publicar la seva segona obra, La mà de Fátima, que es va convertir ràpidament en un gran èxit en vendre cinquanta mil exemplars el dia de la seva estrena, el 10% del tiratge inicial.

## Biografia
Fill d'un advocat i una mestressa de casa, la defunció del seu pare quan ell tenia disset anys va suposar la fi de la seva carrera esportiva com genet. A aquesta edat s'havia convertit en el Campió d'Espanya Junior en la categoria de salt. També va destacar en hoquei sobre herba. Va estudiar al Col·legi dels Jesuïtes de Sant Ignasi, i posteriorment va començar a la universitat dues llicenciatures: Dret i Econòmiques, encara que va decidir deixar la segona per a compaginar Dret amb un treball en un bingo de la capital comtal.
Actualment treballa com a lletrat al seu propi bufet, situat al barri de l'Eixample de Barcelona. Encara que ja s'havia iniciat en la literatura, en aquests últims anys ha compaginat el treball amb la seva passió d'escriure llibres. Va trigar cinc anys a acabar la seva primera novel·la.
Ideològicament sempre s'ha manifestat simpatitzant del Partit Popular, i fins i tot el 2008 va acompanyar Mariano Rajoy —en aquells dies candidat popular a les Eleccions Generals— en un acte polític a l'església de Santa Maria del Mar juntament amb altres dirigents del Partit Popular català, com Dolors Nadal i Daniel Sirera.
El 2015 la fiscalia espanyola es va querellar en contra seva, i va acusar-lo d'amagar guanys dels drets d'autor en diverses societats a l'estranger.

## Distincions
El 2010 l'ajuntament de Juviles, a la província de Granada, va acordar denominar Carrer Ildefonso Falcones a una nova via del poble, donada la popularitat aportada al municipi per la novel·la La mà de Fátima.L'acte d'inauguració va tenir lloc el 4 d'abril de 2010 amb assistència de l'homenatjat.